# Assemblée du clergé
L'Assemblée du clergé est une assemblée ecclésiastique de la France de l'Ancien Régime.

## Historique
L’Église de France, premier Ordre du Royaume dont la tâche principale concernait le domaine spirituel et charitable, a toujours bénéficié sous l’Ancien Régime d’une immunité fiscale — de même la noblesse, second Ordre, payait l'« impôt du sang » en combattant pour le roi — et d’une certaine indépendance envers Rome, ce qui ne veut pas dire qu’elle n’avait aucun rapport financier avec le roi ni qu’elle tournait le dos à Rome. Dans cette relation triangulaire, l’institution essentielle de l’Église de France à partir du XVIe siècle est l’Assemblée du clergé. 
L’Église avait en effet besoin de la protection du roi, en particulier de sa protection militaire. L'épisode suivant servit d'exemple à Reims où la cathédrale était le meilleur symbole du lien royauté-Église : « Philippe Auguste avait sollicité le chapitre de Reims quelque don en argent. Le chapitre refusa au nom des saints décrets, promettant d’ailleurs qu’il aiderait le roi de ses prières. A quelque temps de là, les comtes de Rethel et de Coucy envahirent les biens du chapitre, qui fit appel à Philippe Auguste. Le roi répondit au chapitre qu’il l’aiderait de ses prières, et il écrivit aux envahisseurs. Ceux-ci n’en furent pas particulièrement émus. Les chanoines comprirent et promirent au roi le subside qu’ils avaient refusé. Alors le prince envoya ses gens de guerre mettre les pillards à la raison. »
François Ier obtient la levée d’un décime pour faire la guerre aux Turcs, il empoche le décime et oublie la guerre.
La première Assemblée du clergé souscrit ce qu’on a appelé le contrat de Poissy en 1561 qui règle les rapports financiers entre l’Église et le roi. Les versements de l’église pour l’extinction de la dette publique sont supposés s’achever avec son apurement. C’est la nécessité de contrôler cet apurement qui fournit le prétexte aux assemblées de se réunir et au roi de leur accorder le droit de le faire. Ces réunions ont peu à peu pris leur périodicité définitive, tous les cinq ans, à partir de 1625.
La question du don gratuit était évoquée à toutes les assemblées. Le clergé versait initialement au roi ce don gratuit destiné à désendetter l’État. En fait, la dette ne diminuait pas et le don gratuit fonctionnait, sans en être un, à la façon d’un impôt de capitation négocié. C’est ce trait qui fit que l’Assemblée fut exonérée de la capitation quand Louis XIV y recourut pendant l’hiver 1693. Mais au départ, les guerres de religion ont contribué à l’institutionnalisation du don gratuit. L’Église de France ne pouvait prêcher contre l’hérésie et refuser les moyens financiers pour l’anéantir. Par la suite, l’Assemblée ne mettait jamais en cause le principe du don, mais négociait les contreparties qu’elle attendait et son montant.
Il y a deux sortes d’assemblées :
- l’assemblée des comptes, ou petite assemblée : une assemblée sur deux est consacrée à examiner les comptes du receveur général de l’Assemblée. Elle réunit 32 députés, deux par province (l’effectif a légèrement varié en fonction du nombre des provinces ecclésiastiques), chacune envoyant un député du premier ordre (évêque ou archevêque) et un autre du second ordre (chanoine, abbé ou bénéficier). Chaque ordre élit son député. A l’usage, bien des délégués du second ordre finissent évêques ;
- les grandes assemblées du clergé réunissent 64 députés (les provinces envoient quatre députés suivant la même procédure et la même répartition que les petites assemblées) et règlent, outre le montant du don gratuit, les questions du moment : rapport avec Rome, attitude à observer envers les huguenots, défense du gallicanisme, traitement du jansénisme (en 1653, bulle Cum occasione), question récurrente de la Régale (excitée par la querelle autour du jansénisme), quiétisme, polémique autour des Réflexions morales de Quesnel (bulle Unigenitus et conflit avec Noailles, archevêque de Paris)…

C’est ce qui fait de l’Assemblée du clergé une esquisse de concile de France. En effet, depuis le concile de Trente se pose une question de principe : le concile de Trente doit-il être reçu par les institutions ecclésiastiques et laïques pour passer dans le droit français ? En posant pareil problème, les Assemblées du clergé, pendant plus deux siècles, ont frôlé l’usurpation, tentées qu’elles étaient de s’arroger des pouvoirs conciliaires. Ainsi, s’est développée une relation triangulaire complexe : si l’Assemblée unissait ses forces à celles du roi contre Rome, elle devait aussi l’empêcher de « mettre la main à l’encensoir », pour reprendre la formule de Pierre Blet.
Entre les sessions, le receveur général des décimes gère les flux financiers de l’Église de France et ses relations avec le roi.
L'agent général du clergé de France, futur prélat, désigné pour cinq ans, sert de secrétaire permanent aux Assemblées.
La dernière assemblée s'est tenue en 1788.